# Vasiloúdi
Vasiloúdi är en ort i Grekland.   Den ligger i prefekturen Nomós Thessaloníkis och regionen Mellersta Makedonien, i den nordöstra delen av landet, 300 km norr om huvudstaden Aten. Vasiloúdi ligger 142 meter över havet och antalet invånare är 681.
Terrängen runt Vasiloúdi är kuperad åt sydväst, men åt nordost är den platt.Runt Vasiloúdi är det ganska glesbefolkat, med 24 invånare per kvadratkilometer. Närmaste större samhälle är Pylaía, 17,6 km väster om Vasiloúdi. I omgivningarna runt Vasiloúdi växer i huvudsak blandskog.